# Heiko Hunger

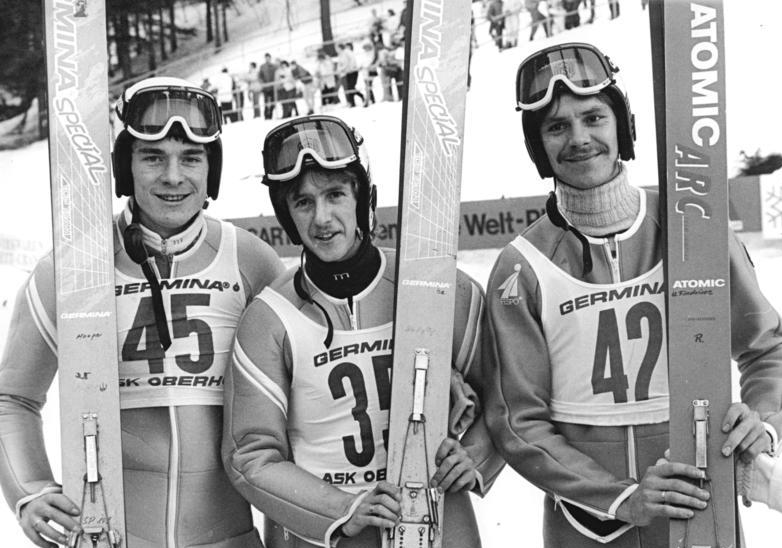
Heiko Hunger (t.v.) tillsammans med Jens Weissflog och Ulf Findeisen (t.h.) 1989.

Heiko Hunger, född  24 juni 1964 i Sebnitz i Sachsen, är en tysk tidigare backhoppare och utövare av nordisk kombination. Han tävlade för Östtyskland och senare för ett återförenat Tyskland. Hunger representerade SC Dynamo Klingenthal och SV Klingenthal.

## Karriär
Heiko Hunger startade idrottskarriären som utövare av nordisk kombination. Han deltog i junior-VM 1983 i Kuopio i Finland och vann en guldmedalj före Geir Andersen från Norge och landsmannen Oliver Warg. Under junior-VM 1984 i Trondheim i Norge deltog Hunger i lagtävlingen och vann en guldmedalj med sina lagkamrater. DDR vann före Norge och Sovjetunionen. Under Skid-VM 1984 i Rovaniemi i Finland, blev Hunger nummer 4 i lagtävlingen i nordisk kombination. Hunger deltog också i båda grenarna i nordisk kombination i Skid-VM 1985 i Seefeld in Tirol i Österrike. Han blev nummer 4 individuellt och nummer 5 i lagtävlingen. Heiko Hunger vann en individuell deltävling i världscupen i nordisk kombination i Oberwiesenthal i dåvarande Östtyskland 29 december 1984.  
Heiko Hunger debuterade internationellt i backhoppning i världscupen i stora backen i Meldal i Norge 18 mars 1988. Han blev nummer 8 i sin första världscuptävling i backhoppning. Hunger startade i backhoppningstävlingarna under Skid-VM 1989 i Lahtis i Finland. Där blev han nummer 30 i normalbacken och nummer 37 i stora backen. Under Skid-VM 1991 i Val di Fiemme i Italien blev Hunger nummer 45 i normalbacken. I lagtävlingen vann han en bronsmedalj tillsammans med André Kiesewetter, Dieter Thoma och Jens Weissflog. Han tävlade då för Tyskland.
Under skidflygnings-VM 1990 i Vikersund i Norge blev Heiko Hunger nummer 43.
Hunger tävlade i backhoppning för Tyskland i olympiska spelen 1992 i Albertville i Frankrike. Där blev han nummer 7 i normalbacken, 5,4 poäng från en bronsmedalj. Han fullföljde inte tävlingen i stora backen. I lagtävlingen blev det tyska laget (Heiko Hunger, Dieter Thoma, Christof Duffner och Jens Weissflog) nummer 5.
Heiko Hunger hoppade i sin sista världscuptävling i Holmenkollen i Oslo 15 mars 1992.